# Agrodiaetus interjectus
Agrodiaetus interjectus är en fjärilsart som beskrevs av De Lesse 1960. Agrodiaetus interjectus ingår i släktet Agrodiaetus och familjen juvelvingar. Inga underarter finns listade i Catalogue of Life.